# Улрих фон Зулц
Улрих фон Зулц (на немски: Ulrich von Sulz; * 13 юни 1619; † 9 ноември 1650) е граф на Зулц в Баден-Вюртемберг.
Той е единствен син на граф Алвиг фон Зулц (1586 – 1632, в битка при Бамберг), управляващ ландграф в Клетгау (1616 – 1628), и съпругата му Катарина Лудмила Попел-Лобковиц († 1628), вдовица на Ладислаус Берка з Дуб-Лайпа, дъщеря на Улрих Феликс Попел фон Лобковиц и Анна фон Розенберг. Баща му се жени втори път за фрайин Вероника фон Шпаур и Флавон (1586 – 1645).
Улрих фон Зулц умира на 9 ноември 1650 г. на 31 години и е погребан в Йещетен в Ландграфство Клетгау.

## Фамилия
Улрих фон Зулц се жени на 13 ноември 1644 г. в Хоенемс за графиня Анна Катарина фон Хоенемс (* 1626; † 20 октомври 1666, Инцигкофен), дъщеря на граф Якоб Ханибал II фон Хоенемс (1595 – 1646) и принцеса Франциска Катарина фон Хоенцолерн-Хехинген († 1665). Бракът е бездетен.